# Grand Prix Maďarska 2020
Grand Prix Maďarska 2020 (oficiálně Formula 1 Aramco Magyar Nagydíj 2020) se jela na okruhu Hungaroring v Mogyoródo v Maďarsku dne 19. července 2020. Závod byl třetím v pořadí v sezóně 2020 šampionátu Formule 1.

## Kvalifikace
| Poř.                       | No. | Jezdec             | Konstruktér               | Časy v kvalifikaci | Časy v kvalifikaci | Časy v kvalifikaci | Pořadí na startu |
| Poř.                       | No. | Jezdec             | Konstruktér               | Q1                 | Q2                 | Q3                 | Pořadí na startu |
| -------------------------- | --- | ------------------ | ------------------------- | ------------------ | ------------------ | ------------------ | ---------------- |
| 1                          | 44  | Lewis Hamilton     | Mercedes                  | 1:14.907           | 1:14.261           | 1:13.447           | 1                |
| 2                          | 77  | Valtteri Bottas    | Mercedes                  | 1:15.474           | 1:14.530           | 1:13.554           | 2                |
| 3                          | 18  | Lance Stroll       | Racing Point-BWT Mercedes | 1:14.895           | 1:15.176           | 1:14.377           | 3                |
| 4                          | 11  | Sergio Pérez       | Racing Point-BWT Mercedes | 1:14.681           | 1:15.394           | 1:14.545           | 4                |
| 5                          | 5   | Sebastian Vettel   | Ferrari                   | 1:15.455           | 1:15.131           | 1:14.774           | 5                |
| 6                          | 16  | Charles Leclerc    | Ferrari                   | 1:15.793           | 1:15.006           | 1:14.817           | 6                |
| 7                          | 33  | Max Verstappen     | Red Bull Racing-Honda     | 1:15.495           | 1:14.976           | 1:14.849           | 7                |
| 8                          | 4   | Lando Norris       | McLaren-Renault           | 1:15.444           | 1:15.085           | 1:14.966           | 8                |
| 9                          | 55  | Carlos Sainz Jr.   | McLaren-Renault           | 1:15.281           | 1:15.267           | 1:15.027           | 9                |
| 10                         | 10  | Pierre Gasly       | AlphaTauri-Honda          | 1:15.767           | 1:15.508           | Bez času           | 10               |
| 11                         | 3   | Daniel Ricciardo   | Renault                   | 1:15.848           | 1:15.661           |                    | 11               |
| 12                         | 63  | George Russell     | Williams-Mercedes         | 1:15.585           | 1:15.698           |                    | 12               |
| 13                         | 23  | Alexander Albon    | Red Bull Racing-Honda     | 1:15.722           | 1:15.715           |                    | 13               |
| 14                         | 31  | Esteban Ocon       | Renault                   | 1:15.719           | 1:15.742           |                    | 14               |
| 15                         | 6   | Nicholas Latifi    | Williams-Mercedes         | 1:16.105           | 1:16.544           |                    | 15               |
| 16                         | 20  | Kevin Magnussen    | Haas-Ferrari              | 1:16.152           |                    |                    | 16               |
| 17                         | 26  | Daniil Kvjat       | AlphaTauri-Honda          | 1:16.204           |                    |                    | 17               |
| 18                         | 8   | Romain Grosjean    | Haas-Ferrari              | 1:16.407           |                    |                    | 18               |
| 19                         | 99  | Antonio Giovinazzi | Alfa Romeo Racing-Ferrari | 1:16.506           |                    |                    | 19               |
| 20                         | 7   | Kimi Räikkönen     | Alfa Romeo Racing-Ferrari | 1:16.614           |                    |                    | 20               |
| 107% času vítěze: 1:19.908 |     |                    |                           |                    |                    |                    |                  |
| Zdroj:                     |     |                    |                           |                    |                    |                    |                  |

## Závod
| Poř.                                                                | No. | Jezdec             | Konstruktér               | Počet kol | Čas/Odstoupení | Pořadí na startu | Body |
| ------------------------------------------------------------------- | --- | ------------------ | ------------------------- | --------- | -------------- | ---------------- | ---- |
| 1                                                                   | 44  | Lewis Hamilton     | Mercedes                  | 70        | 1:36:12.473    | 1                | 26   |
| 2                                                                   | 33  | Max Verstappen     | Red Bull Racing-Honda     | 70        | +8.702         | 7                | 18   |
| 3                                                                   | 77  | Valtteri Bottas    | Mercedes                  | 70        | +9.452         | 2                | 15   |
| 4                                                                   | 18  | Lance Stroll       | Racing Point-BWT Mercedes | 70        | +57.579        | 3                | 12   |
| 5                                                                   | 23  | Alexander Albon    | Red Bull Racing-Honda     | 70        | +1:18.316      | 13               | 10   |
| 6                                                                   | 5   | Sebastian Vettel   | Ferrari                   | 69        | +1 kolo        | 5                | 8    |
| 7                                                                   | 11  | Sergio Pérez       | Racing Point-BWT Mercedes | 69        | +1 kolo        | 4                | 6    |
| 8                                                                   | 3   | Daniel Ricciardo   | Renault                   | 69        | +1 kolo        | 11               | 4    |
| 9                                                                   | 55  | Carlos Sainz Jr.   | McLaren-Renault           | 69        | +1 kolo        | 9                | 2    |
| 10                                                                  | 20  | Kevin Magnussen    | Haas-Ferrari              | 69        | +1 kolo        | PL               | 1    |
| 11                                                                  | 16  | Charles Leclerc    | Ferrari                   | 69        | +1 kolo        | 6                |      |
| 12                                                                  | 26  | Daniil Kvjat       | AlphaTauri-Honda          | 69        | +1 kolo        | 17               |      |
| 13                                                                  | 4   | Lando Norris       | McLaren-Renault           | 69        | +1 kolo        | 8                |      |
| 14                                                                  | 31  | Esteban Ocon       | Renault                   | 69        | +1 kolo        | 14               |      |
| 15                                                                  | 7   | Kimi Räikkönen     | Alfa Romeo Racing-Ferrari | 69        | +1 kolo        | 20               |      |
| 16                                                                  | 8   | Romain Grosjean    | Haas-Ferrari              | 69        | +1 kolo        | PL               |      |
| 17                                                                  | 99  | Antonio Giovinazzi | Alfa Romeo Racing-Ferrari | 69        | +1 kolo        | 19               |      |
| 18                                                                  | 63  | George Russell     | Williams-Mercedes         | 69        | +1 kolo        | 12               |      |
| 19                                                                  | 6   | Nicholas Latifi    | Williams-Mercedes         | 65        | +5 kol         | 15               |      |
| Ret                                                                 | 10  | Pierre Gasly       | AlphaTauri-Honda          | 15        | Převodovka     | 10               |      |
| Nejrychlejší kolo: Lewis Hamilton (Mercedes) – 1:16.627 (v kole 70) |     |                    |                           |           |                |                  |      |
| Zdroj:                                                              |     |                    |                           |           |                |                  |      |

Poznámky
1. ↑  Lewis Hamilton získal jeden bod za zajetí nejrychlejšího kola.
2. 1 2  Kevin Magnussen a Romain Grosjean obdrželi trest přičtení 10 sekund k času v cíli za zastávku v boxech během zaváděcího kola.

## Průběžné pořadí po závodě
Pohár jezdců
|        | Pořadí | Jezdec          | Body |
| ------ | ------ | --------------- | ---- |
| 1      | 1      | Lewis Hamilton  | 63   |
| 1      | 2      | Valtteri Bottas | 58   |
| 3      | 3      | Max Verstappen  | 33   |
| 1      | 4      | Lando Norris    | 26   |
| 3      | 5      | Alexander Albon | 22   |
| Zdroj: |        |                 |      |

Pohár konstruktérů
|        | Pořadí | Konstruktér           | Body |
| ------ | ------ | --------------------- | ---- |
|        | 1      | Mercedes              | 121  |
| 1      | 2      | Red Bull-Honda        | 55   |
| 1      | 3      | McLaren-Renault       | 41   |
|        | 4      | Racing Point-Mercedes | 40   |
|        | 5      | Ferrari               | 27   |
| Zdroj: |        |                       |      |